# Лиси, Энтони Гаррет
Э́нтони Га́ррет Ли́си (англ. Antony Garrett Lisi, родился 24 января 1968 года) — американский физик-теоретик, официально не работающий ни в одном институте. Предложил 6 ноября 2007 года «Исключительно простую теорию всего» (англ. An Exceptionally Simple Theory of Everything, каламбур, использующий термины «простая группа Ли» и «исключительная группа Ли»). Теория основана на группе Ли типа E8 и интересна своей элегантностью, но требует серьёзной проверки. Некоторые известные физики высказались в её поддержку.
Занимается серфингом и сноубордингом.